# Бодайбінське родовище золота
Бодайбінське родовище золота — розташоване в басейні річки Бодайбо, Східний Сибір (Росія). Розробляється з 1853 року.

## Характеристика
Родовище знаходиться в південній частині великого синклінорію, складеного складчастими товщами протерозойських сланців, пісковиків, гравелітів, конгломератів. В осьових зонах антикліналей зосереджені золотоносні кварцові жили і прожилки, з руйнуванням яких пов'язане формування золотоносних розсипів.
Основне промислове значення мають поховані під товщею льодовикових суглинків, глинистих галечників, пісків і мулів алювіальні розсипи четвертинного періоду — золотоносні глинисті галечні і щебневі пласти (товщиною до 5 м). Золото — проба 870—930.

## Технологія розробки
Розробляється відкритим способом та шахтами.